# Кунау, Иоганн
Иоганн Кунау (нем. Johann Kuhnau; 1660, Гейзинг — 1722, Лейпциг) — немецкий композитор, органист и музыковед.

## Биография
Иоганн Кунау родился 6 апреля 1660 года в Гейзинге.
Был директором музыки в Лейпцигском университете и кантором в лейпцигской школе Святого Фомы и её хора (был предшественником И. С. Баха в этой должности).
Написал «Tractatus de tetracordo», «Introductio ad compositionem musicalem», «Dispulatio de Triade harmonica», «Две части упражнения на клавире» (1689), «Die Clavierfrüchten in 7 Sonaten» (1696), «Musikalische Vorstellungen einiger biblischen Historien in sechs Sonaten auf dem Klavier zu spielen» (1700). В сонатах Кунау на библейские сюжеты видно стремление к программной музыке в инструментальной области. Форма сопоставленных пьес в сонатах Кунау коленная, а не сонатная в строгом смысле слова.
Считается возможным автором рождественской кантаты Баха «Uns ist ein Kind geboren» BWV 142.